# Brińkowskaja
Brińkowskaja (ros. Бриньковская) – stanica w Rosji, w Kraju Krasnodarskim, w rejonie primorsko-achtarskim. W 2010 liczyła 5109 mieszkańców.

## Urodzeni
- Grigorij Bachcziwandży – radziecki pilot.
- Mykoła Siusiura – ukraiński piłkarz.